# Alianza Socialista Democrática
La Alianza Socialista Democrática (ASDCI) fue una coalición política española de la época de la Transición. Se formó en 1976 y la componían partidos de izquierda: el Partido Socialista Obrero Español (Sector Histórico), de Rodolfo Llopis, el Partido Socialista Democrático Español, de Antonio García López, el Partido Laborista de Valencia y sectores de Reforma Social Española.

## Historia

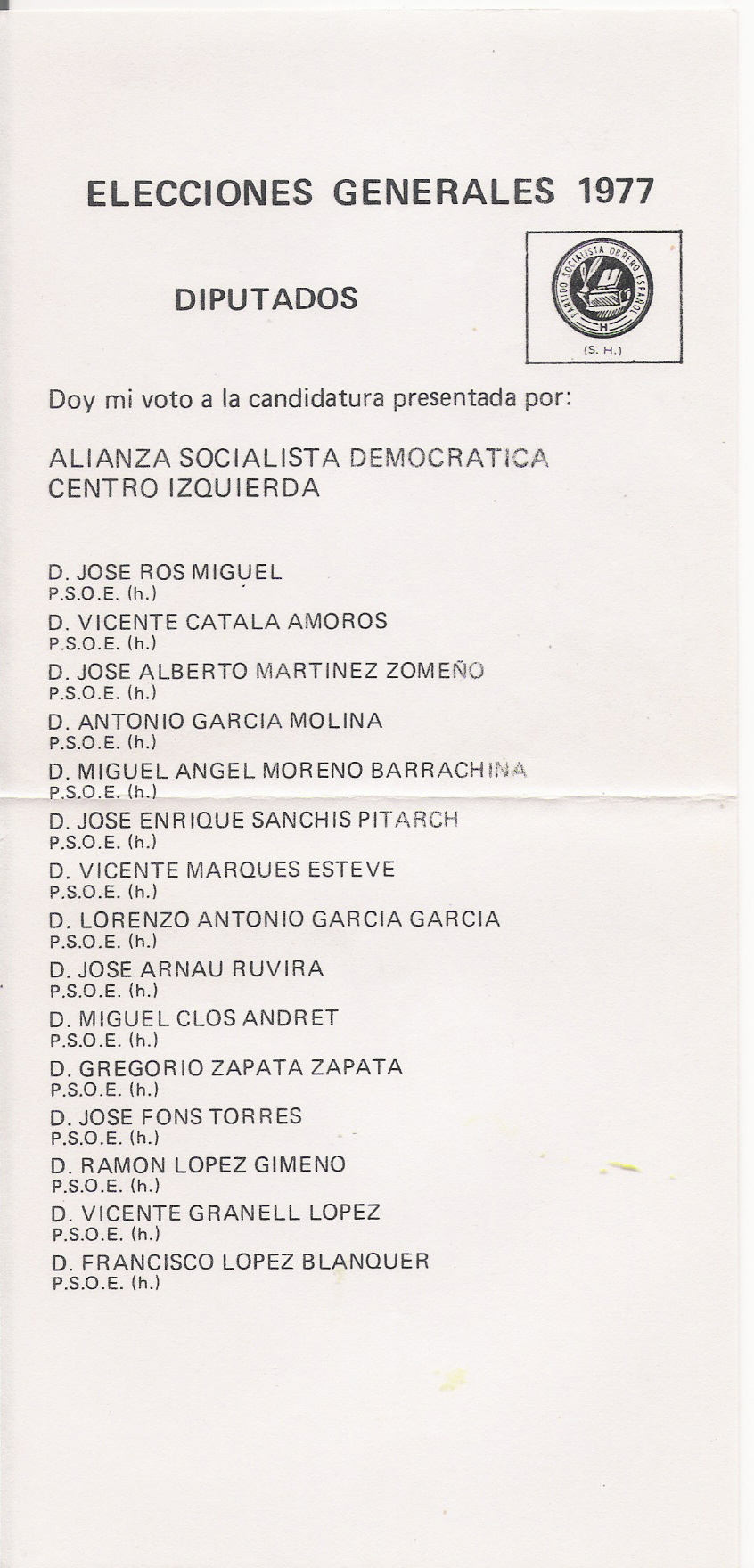
Papeleta electoral.1977

El 30 de octubre de 1976 fue creada una «comisión de enlace» entre las directivas del Partido Socialista Obrero Español (Sector Histórico) y el Partido Socialista Democrático Español, a fin de concretar una alianza electoral para el año siguiente. En noviembre del mismo año se iniciaron las conversaciones con Reforma Social Española para sumarse a la coalición. El 2 de junio de 1977 presentaron las bases de su programa de gobierno.
Se formó para presentarse a las elecciones generales de 1977, aunque en Aragón y Cantabria el PSOE-H y el PSDE se presentaron por separado. La coalición obtuvo 101 916 votos (0,56 %) para el Congreso de los Diputados, y en los lugares donde se presentaron por separado el PSOE-H 21 242 y el PSDE 3786; en total 126 944 votos pero no obtuvo representación y la coalición se disolvió el 25 de junio de 1977.